# Prostygnus vestitus
Prostygnus vestitus is een hooiwagen uit de familie Prostygnidae.